# Vestec (hora)
Vestec je vrchol s nadmořskou výškou 668,0 m a nejvyšší bod v Chráněné krajinné oblasti Železné hory, v rámci regionálního členění georeliéfu významný bod Kameničské vrchoviny na jihozápadním hřbetu Sečské vrchoviny v pohoří Železných hor.
Zaměřený trigonometrický bod (č. 13 triangulačního listu 2305 České státní trigonometrické sítě) s názvem „Na Babyloně“ a žulovým geodetickým označníkem s nivelací 668,01 m n. m. se nachází na ploše zemědělsky obdělávaného pole na katastrálním území obce Slavíkov (v části Horní Vestec) v okrese Havlíčkův Brod náležejícím do Kraje Vysočina v České republice.

## Geomorfologie a přírodní poměry
Vrch kuželovitého tvaru se široce zaobleným vrcholem leží na hlavním hřebeni pohoří Železných hor (geomorfologický celek), v jejich jihovýchodní části pojmenované Sečská vrchovina (geomorfologický podcelek) a na území jejího hlavního a horopisně nejvyššího geomorfologického okrsku Kameničská vrchovina.
Okrajové svahy na jihozápadním úbočí prudce klesají do údolí ve směru na Kladruby, k severovýchodu na Možděnice jen pozvolně v linii jihozápad – severovýchod, ve směru ukloněné klínové kry geomorfologického celku Železných hor.
Samotný vrchol je plochý s táhlým příkrým hřbetem, jež se prudce zvedá jako celý jihozápadní okraj Železných hor z údolí řeky Doubravy, která protéká zhruba 4 km od vrcholu Mariánským údolím na katastrálním území obce Libice nad Doubravou.
Geologické podloží vrchu tvoří pararula a migmatit, na severním svahu též rula, na východním amfibolit a jihozápadně od vrcholu písčito-hlinitý až hlinito-písčity sediment.
V letech 1953 – 1956 probíhal ve vrcholové části geologický průzkum na uranové rudy a jiné suroviny, avšak pro malou vydatnost ložiska nedošlo k těžbě. Ústí průzkumné těžební šachty kryje železobetonová deska s letopočtem jejího zbudování (1956) a hornický symbol zkříženého mlátku (druh kladiva) a želízka (nástroje se zaostřením k rozmělňování horniny). V místě jsou již jen nepatrné pozůstatky po průzkumné těžbě, většinou zakryté travním porostem a náletovými dřevinami.
V okolí vrcholu se těžila načervenalá rula, používaná pro stavbu silnic a počátkem 20. století se dobývala i hlína na výrobu cihel.

### Zajímavost
Vestec je někdy uváděn nepřesně jako nejvyšší vrchol Železných hor bez uvedení chráněné krajinné oblasti. Geomorfologický celek s názvem Železné hory je však rozlohou rozsáhlejší a územním vymezením se nekryje s hranicemi Chráněné krajinné oblasti Železné hory.
V údolí mezi vrcholy Vestec v Kameničské vrchovině, přesněji však Babylón (604 m) a Barchanec (624 m) ve Stružinecké pahorkatině, protéká Barchanecký potok, levostranný přítok Slubice, odvádějící vody do řeky Chrudimky pod Jasným Polem. Do údolí s Barchaneckým potokem a průtočným rybníkem Jánuš (též Januš) klade například geolog a petrograf Jindřich Vodička (1920–2006) jihovýchodní hranici Železných hor ve své poslední práci z roku 1997 vydané pod titulem „Železné hory očima geologa“.
V případě územního vymezení Železných hor, v jihovýchodní hranici uváděné v citovaném díle, by byl Vestec skutečně nejvyšším vrcholem Železných hor.

## Výstup na vrchol
Vrcholová část Vestce je snadno dostupná od rozcestníku s turistickou žlutě značenou trasou v Horním Vestci po zpevněné místní komunikaci v prudkém stoupání mezi obydlími, poslední stavení je zhruba 85 m od vrcholu.
Ve vrcholové části stojí stožár televizního zesilovače, podle kterého lze Vestec z dálky snadno rozeznat. Výškový trigonometrický bod (Na Babyloně) leží v zemědělsky obdělávaném poli zhruba 130 m od stožáru televizního zesilovače a 150 m od polní cesty (již bez turistické značené trasy) v úseku Horní Vestec – Barovice.
Vestec je vyznačen v turistické mapě Železné hory vydané v edici Klubu českých turistů, mapový list č.45.

## Rozhledová místa
Vrcholová část Vestce poskytuje široký rozhled do krajiny zejména východním až západním směrem.
Nejširší rozhledové místo je na jihozápadním svahu, kterým je vedena místní silniční komunikace Horní Vestec – Barovice s cyklistickou trasou č. 4187 a turistickou žlutě značenou trasou Klubu českých turistů, směřující k vrcholu Spálava (662,9 m n. m., významný bod Kameničské vrchoviny), na hlavním hřebeni pohoří Železných hor. Ze silnice (cyklistické, turistické trasy) pohled do údolí s řekou Doubravou v Mariánském údolí u městyse Libice nad Doubravou a soutokem s potokem Barovka nad Přírodní rezervací Svatomariánské údolí. Lokalita je součástí Chráněné krajinné oblasti Železné hory, převážně již na území geomorfologického okrsku Doubravská brázda.
Částečně viditelné město Chotěboř s okolím v krajinné oblasti Chotěbořské pahorkatiny a z několika míst silnice v jiho-jihozápadním směru zalesněný Sobíňovský hřbet.
Ve vrcholové části z polní cesty vedoucí ze sídelní lokality Horní Vestec směrem na Barovice vyhlídka do krajiny východním až jižním směrem. Při běžné viditelnosti lze identifikovat na východo-jihovýchodě především výrazné vrcholy Přední Hradiště (693,0 m n. m.) a Zadní Hradiště (682,0 m n. m.) nad Studnicemi, na území geomorfologického okrsku Kameničská vrchovina, na jihovýchodě vrchol Barchanec (624,0 m n. m.) se zalesněným pásmem nad Stružincem a také málo výrazný pahorek Babylón (603,6 m n. m.) nad obcí Rovný, na území geomorfologického okrsku Stružinecká pahorkatina.

### Vzdálenost některých míst od vrcholu
- Barchanec[16] (624,0 m n. m., Stružinecká pahorkatina) 6,5 km
- Babylón[17] (603,6 m n. m., Stružinecká pahorkatina) 3,5 km
- Homole[18] (583,1 m n. m., Sobíňovský hřbet) 4,7 km
- Chotěboř (515 m n. m., Chotěbořská pahorkatina) 7,5 km
- Přední Hradiště[15] (693,0 m n. m., Kameničská vrchovina) 9 km
- Spálava[14] (662,9 m n. m., Kameničská vrchovina) 3,7 km (mimo dohled)
- Zadní Hradiště[15] (682,0 m n. m., Kameničská vrchovina) 8,5 km

## Fotogalerie

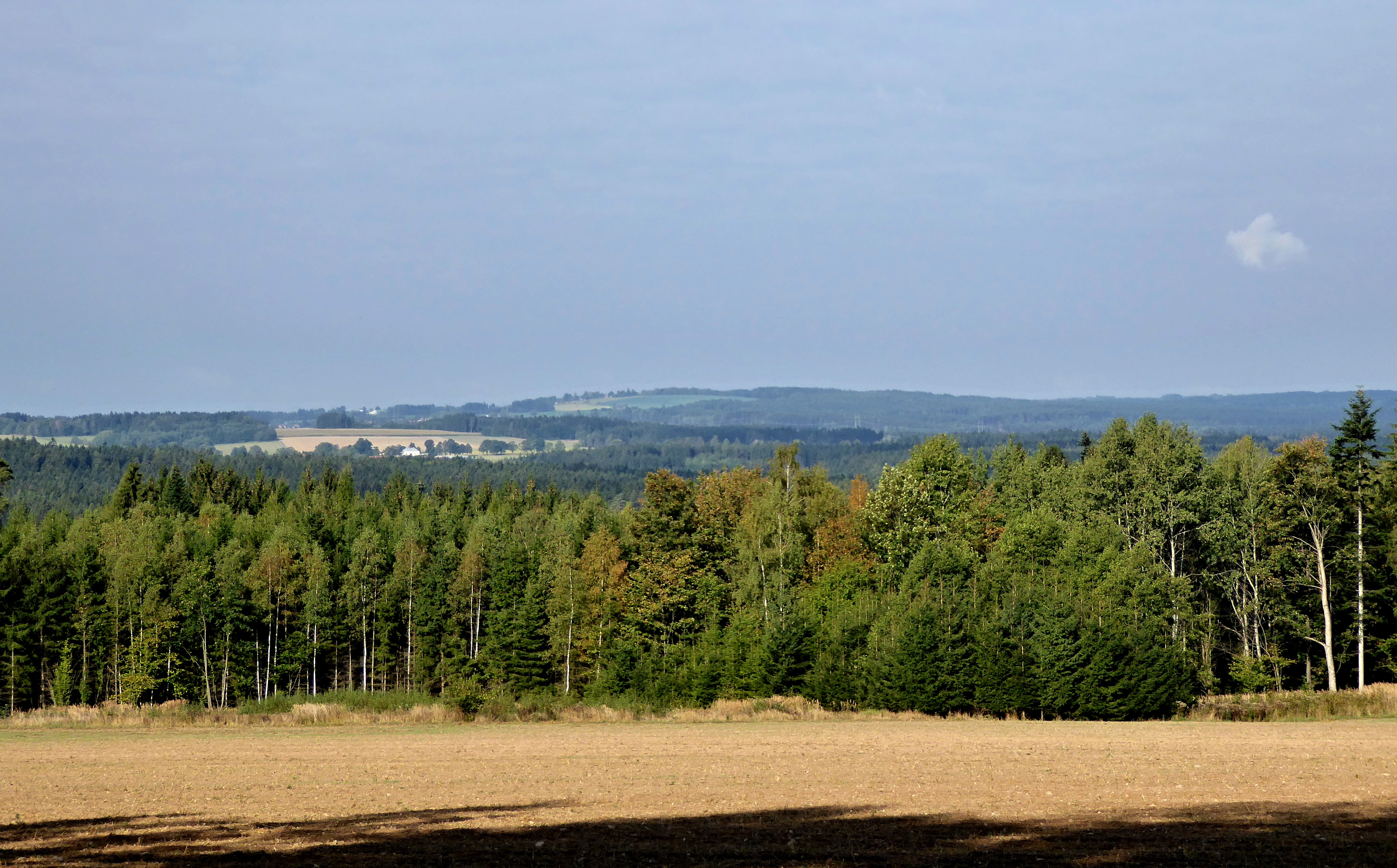
Vestec se širokým vrcholem na hlavním hřebeni Železných hor ze svahu Zadního Hradiště nad Studnicemi
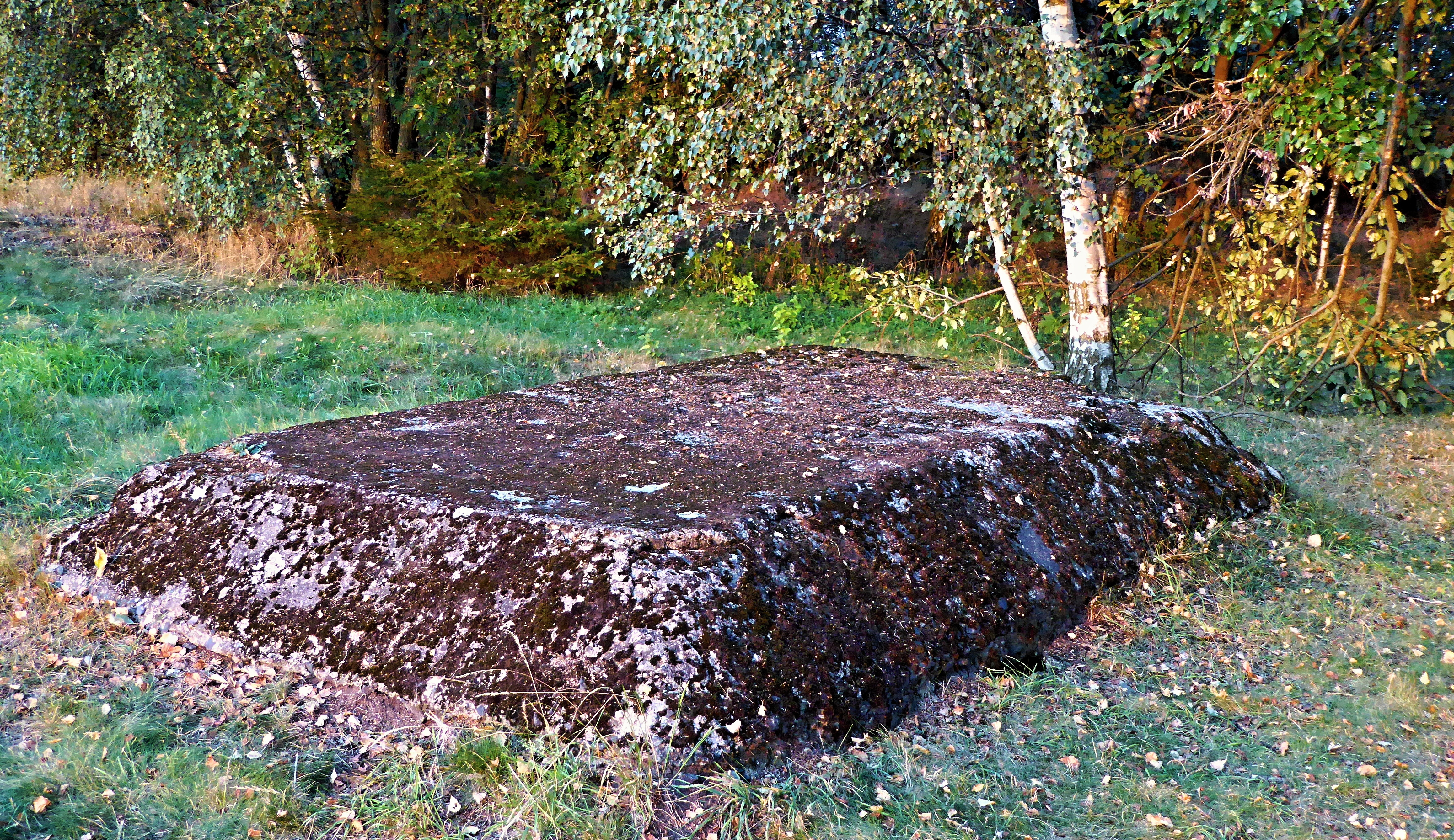
Železobetonová deska zakrývající šachtu po geologickém průzkumu na vrcholu Vestce
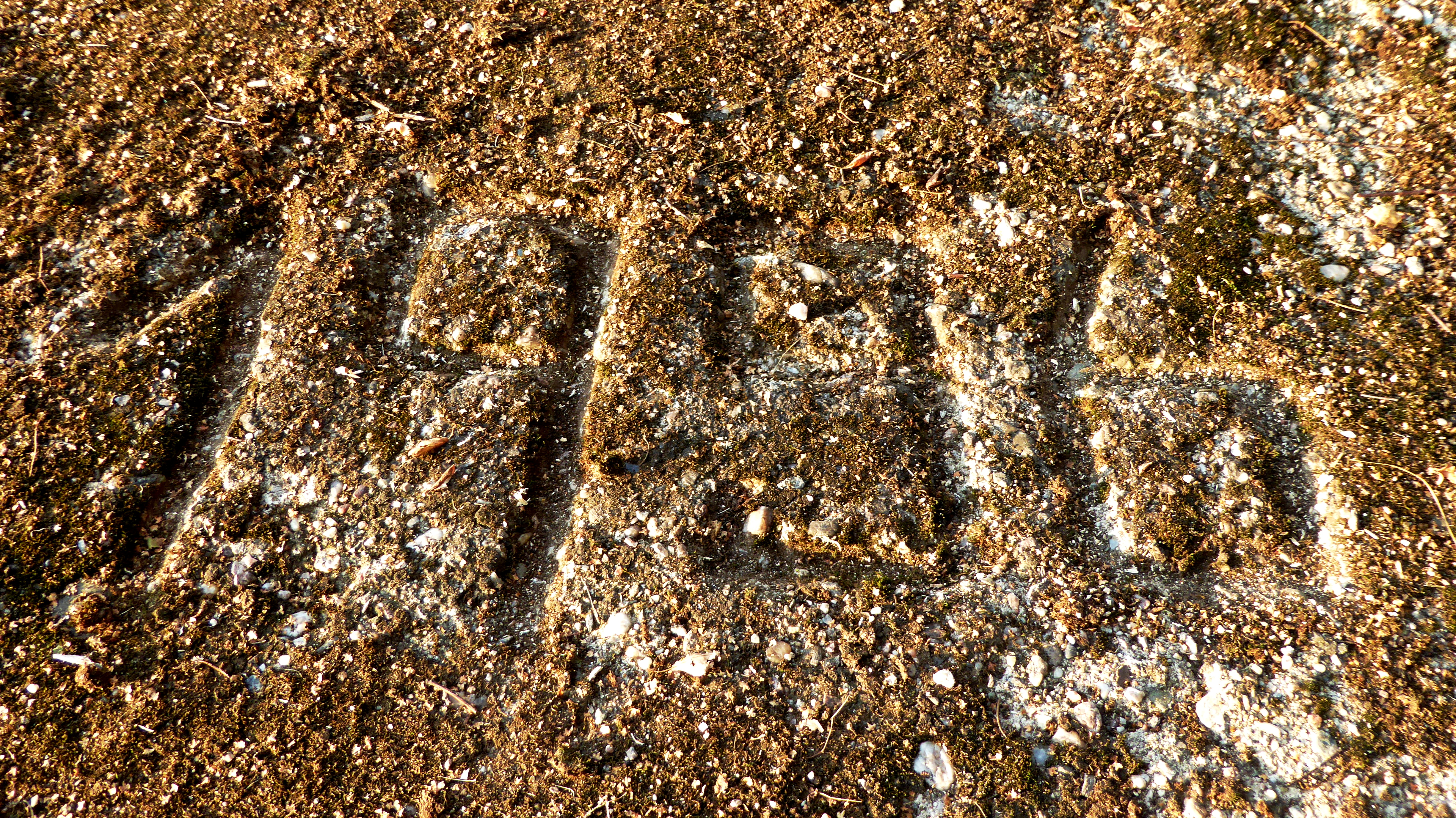
Vyznačený letopočet (1956) na povrchu železobetonové desky je rokem ukončení geologického průzkumu a zakrytí ústí průzkumné šachty
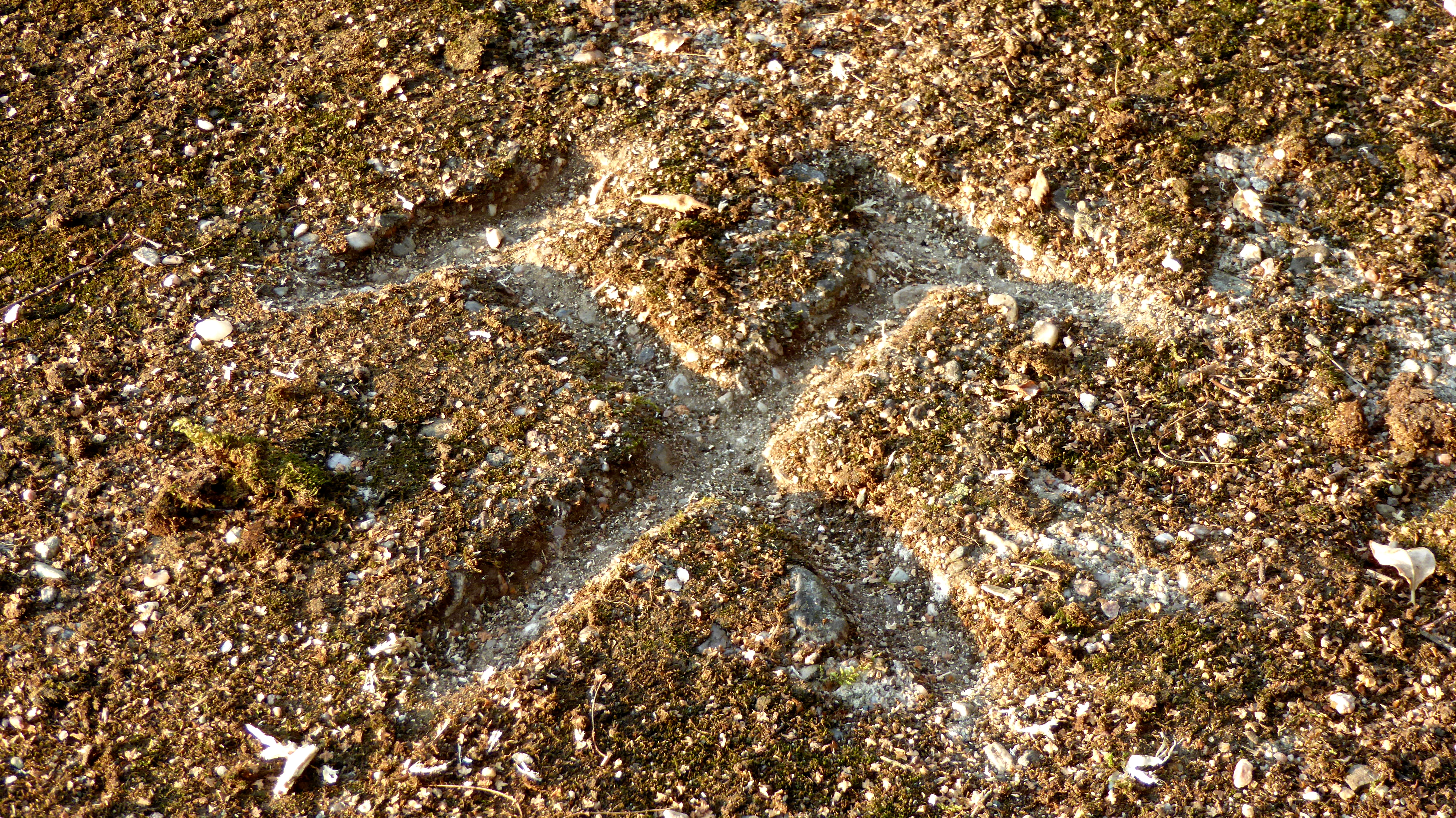
Hornický symbol zkříženého „mlátku a želízka“ na povrchu železobetonové desky zakrývající šachtu po geologickém průzkumu na vrcholu Vestce
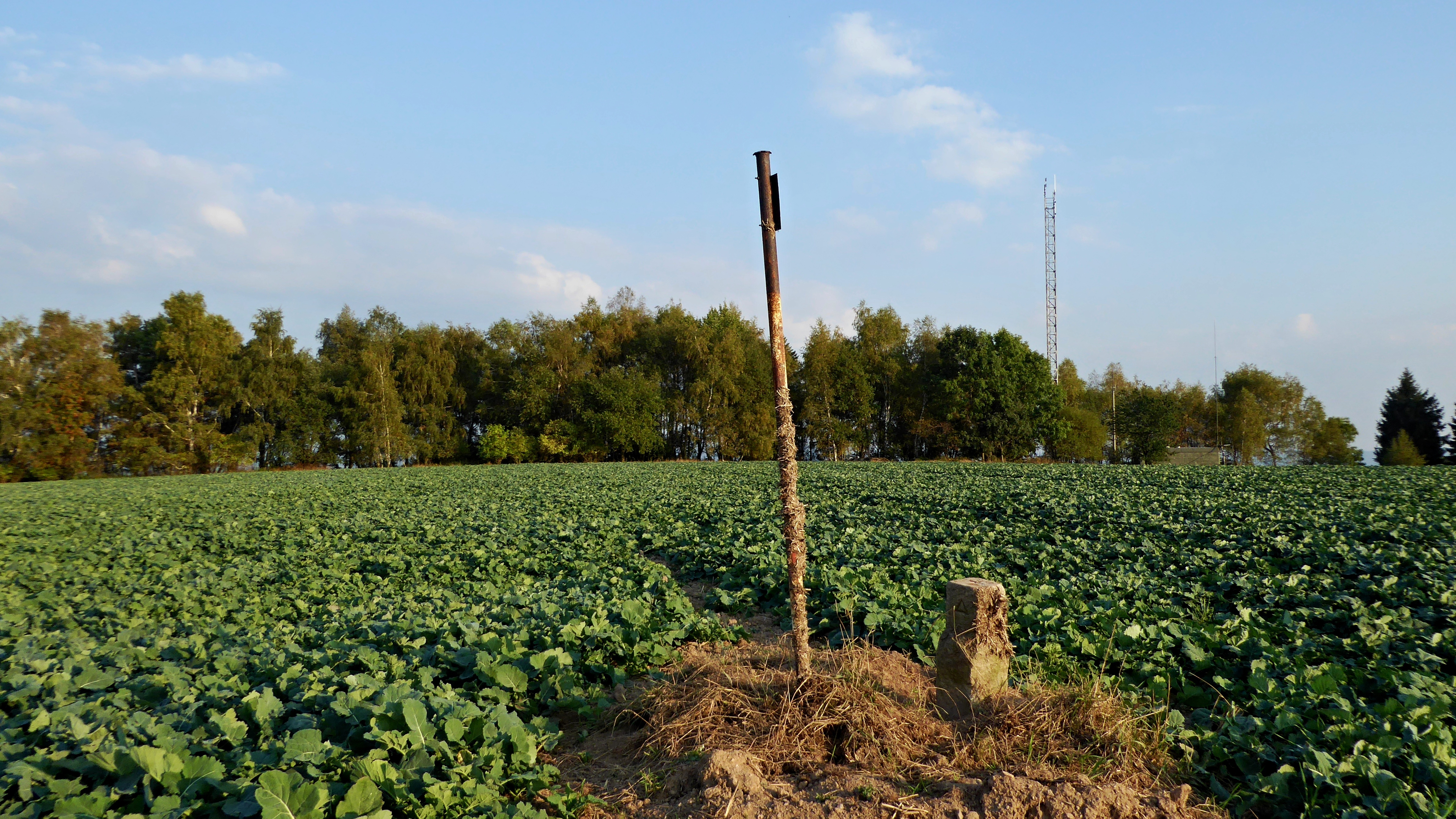
Trigonometrický bod s názvem Na Babyloně a terénním patníkem s nivelací 668,01 m n. m. ve vrcholové části Vestce
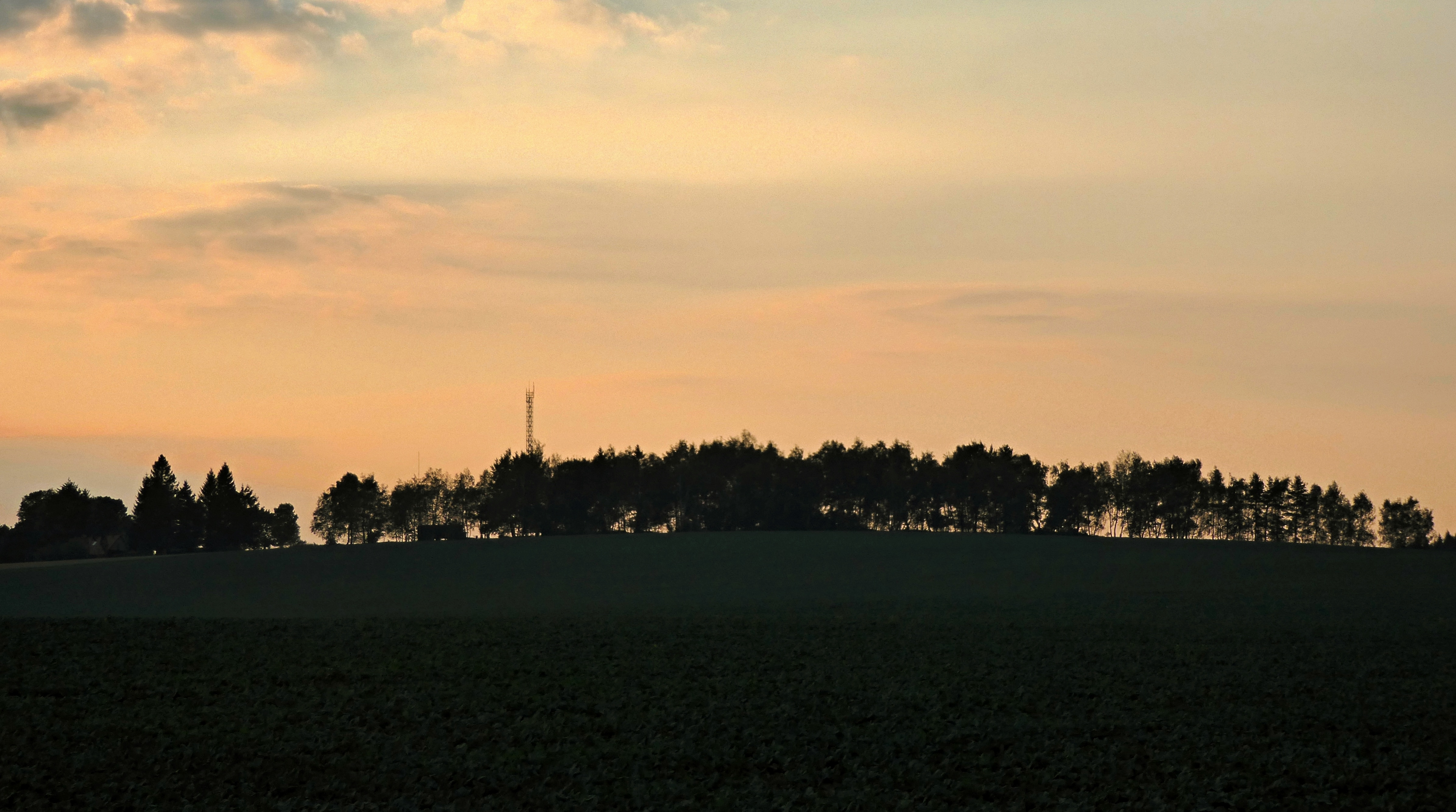
Vestec, reliéf vrcholu při západu slunce